# 近羽脉楼梯草
近羽脉楼梯草（学名：Elatostema subpenninerve）是荨麻科楼梯草属的植物，是中国的特有植物。分布于中国大陆的四川等地，生长于海拔1,000米的地区，多生长在山地沟边，目前尚未由人工引种栽培。